# Institute of Electrical and Electronics Engineers
Az Institute of Electrical and Electronics Engineers (röviden: IEEE) egy nemzetközi szakmai szervezet, amely elektronikai, villamosmérnöki, valamint számítástechnikai tudományokhoz kapcsolódó szabványok kidolgozásával, oktatással, tudományos konferenciák szervezésével, illetve ezekhez kötődő tanulmányok publikálásával foglalkozik. Az IEEE 1963-ban több másik hasonló szakmai szervezet egyesüléséből jött létre az Amerikai Egyesült Államokban.

## Története
A szervezet elődei az 1884-ben alapított Amerikai Villamosmérnöki Intézet (angolul: American Institute of Electrical Engineers, röviden: AIEE) és az 1912-ben létrehozott Rádiómérnöki Intézet (angolul: Institute of Radio Engineers, röviden: IRE). Ezek egyesüléséből 1963. január 1-én jött létre az IEEE, amelynek alapításakor 150 000 tagja volt, melyek közül 140 000 az Egyesült Államokban élt.
A 2000-es években a szervezet 39 tudományos társaságot foglal magában, amelyek több mint 160 országból összesen több mint 400 000 taggal rendelkeznek. Az idők során pedig az IEEE kiadott dokumentumainak száma meghaladja az 5 milliót, melyek között az IEEE Xplore digitális katalógusban lehet keresni. A dokumentumok között 2021 áprilisi adatok szerint közel 1200 kiadott szabvány és megközelítőleg 900 fejlesztés alatt álló projekt található.
Az IEEE magyarországi regionális szakosztálya (angolul: IEEE Hungary Section) 1987. augusztus 21-én jött létre.

## Tudományos társaságok
Az IEEE szervezeten belül 39 különböző tudományos területre vagy témára szakosodott társaság működik:
- IEEE Aerospace and Electronic Systems Society
- IEEE Antennas & Propagation Society
- IEEE Broadcast Technology Society
- IEEE Circuits and Systems Society
- IEEE Communications Society
- IEEE Electronics Packaging Society
- IEEE Computational Intelligence Society
- IEEE Computer Society
- IEEE Consumer Technology Society
- IEEE Control Systems Society
- IEEE Dielectrics & Electrical Insulation Society
- IEEE Education Society
- IEEE Electromagnetic Compatibility Society
- IEEE Electron Devices Society
- IEEE Engineering in Medicine and Biology Society
- IEEE Geoscience and Remote Sensing Society
- IEEE Industrial Electronics Society
- IEEE Industry Applications Society
- IEEE Information Theory Society
- IEEE Instrumentation and Measurement Society
- IEEE Intelligent Transportation Systems Society
- IEEE Magnetics Society
- IEEE Microwave Theory and Techniques Society
- IEEE Nuclear and Plasma Sciences Society
- IEEE Oceanic Engineering Society
- IEEE Photonics Society
- IEEE Power Electronics Society
- IEEE Power & Energy Society
- IEEE Product Safety Engineering Society
- IEEE Professional Communication Society
- IEEE Reliability Society
- IEEE Robotics and Automation Society
- IEEE Signal Processing Society
- IEEE Society on Social Implications of Technology
- IEEE Solid-State Circuits Society
- IEEE Systems, Man, and Cybernetics Society
- IEEE Technology and Engineering Management Society
- IEEE Ultrasonics, Ferroelectrics & Frequency Control Society
- IEEE Vehicular Technology Society